# Gyalomia
Gyalomia là một chi bướm đêm thuộc họ Geometridae.